# Arja Nuolioja
Arja Nuolioja (* 1. Dezember 1968) ist eine ehemalige finnische Ski-Orientierungsläuferin.
Nuolioja nahm an vier Weltmeisterschaften im Ski-Orientierungslauf zwischen 1992 und 1998 teil. 1994 und 1996 gewann sie mit der finnischen Staffel jeweils die Bronzemedaille. Bei den Weltmeisterschaften 1996 im norwegischen Lillehammer gewann sie hinter der Schwedin Annika Zell und der Norwegerin Hilde Gjermundshaug Pedersen auch über die Langdistanz Bronze und vor Zell die Goldmedaille auf der kurzen Strecke. Im Ski-Orientierungslauf-Weltcup gewann Nuolioja 1993 und 1995 die Gesamtwertung.

## Platzierungen
Weltmeisterschaften: (1 × Gold, 3 × Bronze)
- 1992: 17. Platz Lang
- 1994: 6. Platz Kurz, Lang dnf, 3. Platz Staffel
- 1996: 1. Platz Kurz, 3. Platz Lang, 3. Platz Staffel
- 1998: 29. Platz Kurz, 20. Platz Lang

Gesamt-Weltcup:
- 1989: 9. Platz
- 1991: 7. Platz
- 1993: 1. Platz
- 1995: 1. Platz
- 1997: 8. Platz